# Imperio de mentiras
Imperio de mentiras è una telenovela messicana trasmessa su Las Estrellas dal 14 settembre 2020 al 17 gennaio 2021. È un remake del serial televisivo turco Kara Para Aşk.

## Trama
La storia è incentrata su un umile e onesto poliziotto e una giovane donna di famiglia benestante, che si avventurano in una passione tanto inarrestabile quanto proibita. Dopo che il padre e la ragazza dell'ex poliziotto sono stati assassinati in strane circostanze, la coppia indaga sulle misteriose morti per scoprire la verità. Insieme scoprono potenti segreti di un mondo di corruzione che non conoscevano, tutto questo combattendo per difendere il loro amore e imparando a fidarsi l'uno dell'altro.

## Personaggi
- Elisa Cantú Robles, interpretata da Angelique Boyer
- Leonardo "Leo" Velasco Rodríguez, interpretato da Andrés Palacios
- Eugenio Serrano, interpretato da Alejandro Camacho
- Victoria Robles de Cantú, interpretata da Leticia Calderón
- Renata Cantú Robles de Arizmendi, interpretata da Susana González
- Sara Rodríguez de Velasco, interpretata da Patricia Reyes Spíndola
- José Luis Velasco Rodríguez, interpretato da Hernán Mendoza
- Darío Ramírez "La Cobra", interpretata da Iván Arana
- María José "Majo" Cantú Robles, interpretata da Alejandra Robles Gil
- Fabricio Serrano, interpretato da Javier Jattin
- Fernanda Navarro, interpretata da Michelle González
- Marcelo Arizmendi, interpretato da Juan Martín Jáuregui
- Luz Ramos como Adriana Sánchez, interpretato da Luz Ramos
- Ricardo Reynaud como Mario Garduño, interpretato da Ricardo Reynaud
- Cecilia Toussaint como Nieves Sandoval de Álvarez, interpretata da Cecilia Toussaint
- Pilar Ixquic Mata como Teresa de Velasco, interpretata da Pilar Ixquic Mata
- Gilberto "El Tapia", interpretato da Carlos Aragón
- Piedad Ramírez, interpretata da Verónica Langer
- Justino Álvarez, interpretato da Adalberto Parra
- Clara Álvarez Sandoval, interpretata da Alicia Jaziz
- Leslie Velasco, interpretata da Assira Abbate
- Sonia de Serrano, interpretata da Sandra Kai